# اسپیدبال (ماده مخدر)
اسپیدبال (به انگلیسی: Speedball) یک ماده مخدر ترکیبی است. گونه اولیه آن از ترکیب کوکائین (به عنوان محرک) و مرفین (به عنوان آرام‌بخش) به دست می‌آمد؛ اما امروزه بیشتر اسپیدبال‌ها از ترکیب کوکائین و هروئین تهیه می‌شوند. همچنین اپیوئیدهای صنعتی، بنزودیازپین‌ها و باربیتورات‌ها می‌توانند به عنوان عامل آرام‌بخش حضور داشته باشند.
کوکائین، آلکالوئید گیاهی محرک سیستم عصبی مرکزی است و مصرف آن منجر به افزایش ضربان قلب و فشار خون، احساس انرژی (rush) و از بین رفتن حس خواب آلودگی می‌شود. در مقابل، هروئین از دسته اپیوئیدها یا آلکالوئیدهای تریاک است. مصرف آن منجر به تضعیف عملکرد سیستم عصبی مرکزی، خصوصاً مخچه و بصل‌النخاع، اینجاد حس آرامش و رضایت (euphoria)، کاهش سرعت تنفس و تغییرات در فشار خون و ضربان قلب می‌شود.

## اثرات
در ابتدا تصور می‌شد که مصرف همزمان این دو ترکیب می‌تواند اثرات جانبی ناخواسته این مواد را خنثی کند و معتادین به مواد مخدر را به سطح هوشیاری عادی بازگرداند. اما به سرعت مشخص شد که مصرف همزمان این دو دارو باعث تشدید عوارض جانبی و آسیب دائمی به سیستم عصبی فرد مصرف‌کننده می‌شود.
به محض ورود کوکائین به جریان خون، سرعت متابولیسم بدن به طرز چشمگیری افزایش می‌یابد و در پی آن سرعت تنفس و ضربان قلب نیز تندتر می‌شود. در مقابل هروئین با تأثیر بر بصل النخاع، سرعت تنفس را کاهش می‌دهد. در این حالت بدن در عین حال که نیاز به اکسیژن بیشتری برای سوخت و ساز دارد، هوای کافی دریافت نمی‌کند. همین موضوع به شدت ریسک آسیب دائمی به مغز را افزایش می‌دهد.

## عوارض
در درجه اول، عوارض جانبی می‌تواند شامل تاری دید، سردرگمی، خواب آلودگی بدون تمایل به خواب که می‌تواند بسیار آزاردهنده باشد، حرکات غیرقابل کنترل، مشکلات روانی در اثر کمبود خواب، پارانویا و لکنت باشد. مصرف اسپیدبال‌ها همچنین اثرات جانبی طولانی مدت بر روی اعضای اصلی بدن مانند قلب، کبد و ریه‌ها دارد. برخی از افراد نیز افسردگی و شیدایی را نیز گزارش داده‌اند. همچنین عوارض جانبی مهمی مانند حمله قلبی، سکته مغزی، نارسایی تنفسی و آنوریسم و مرگ نیز وجود دارد.
با توجه به این که متابولیسم کوکائین در بدن سریعتر از هروئین یا سایر آلکالوئیدهای تریاک انجام می‌گیرد، با خارج شدن کوکائین از جریان خون، فرد عوارض جانبی قطع کوکائین و نشئگی هروئین را به‌طور همزمان احساس می‌کند. معمولاً برای مقابله با این اثر فرد با فواصل زمانی کمتری اقدام به مصرف ترکیب می‌کند که این عامل اعتیادآوری را به شدت افزایش می‌دهد.
بدون درنظر گرفتن ناخالصی‌هایی که عمدتاً در فرم خیابانی مواد مخدر وجود دارد، مصرف همزمان این دو دارو فشار مضاعف بر کبد و کلیه وارد کرده و درنهایت منجر به نارسایی کلیوی خواهد شد.